# 5月30日 (旧暦)
旧暦5月30日は、旧暦5月の30日目である。5月が大の月である年は5月の最終日となる。5月が小の月である年では存在しないが、閏月が5月であった場合、閏5月は大の月となるので存在する。六曜は仏滅である。

## 忌日
- 延享4年（グレゴリオ暦1747年7月7日） - 太宰春台、儒学者・経世家（* 1680年）
- 明治元年（グレゴリオ暦1868年7月19日） - 沖田総司、新選組隊士（* 1842年）